# Southwest Airlines-vlucht 1248
Southwest Airlines-vlucht 1248 was een lijnvlucht uitgevoerd door Southwest Airlines van Baltimore/Washington International Thurgood Marshall Airport bij Baltimore naar McCarran International Airport bij Las Vegas met een tussenstop in Chicago Midway International Airport. 
Op 8 december 2005 verongelukte de Boeing 737-7H4 tijdens de tussenlanding op Chicago Midway International Airport. Het toestel landde in een sneeuwbui en gleed van de landingsbaan op waarna het door een hek de openbare weg op schoot. De 737 botste op de weg op een paar passerende auto's, de zesjarige Joshua Woods kwam hierbij om het leven.